# MM5
Das Mesoscale Meteorology Model 5 oder kurz MM5 ist ein Computerprogramm für Modellrechnungen zur Wettervorhersage im mittleren und regionalen Bereich, ein sogenanntes Limited Area Model.
Das Programm ermöglicht die Simulation und Prognose atmosphärischer Zirkulation und damit numerische Wettervorhersage mit Auflösungen von etwa 1 bis 100 km. Es wurde an der Pennsylvania State University (PSU) sowie am National Center for Atmospheric Research (NCAR) als „Community Model“ entwickelt.

## Eigenschaften
MM5 ist ein gitterbasiertes Modell mit bodenfolgenden Koordinaten.
Die wesentlichen Eigenschaften von MM5 sind die Multinesting-Fähigkeit einschließlich beweglicher Nests, nicht-hydrostatische Dynamik, welche die Simulation von Prozessen unter 10 km Auflösung erlaubt, vollständige plattformunabhängige Parallelisierung oder Vektorisierung (MPI, OpenMP und HPF) für verschiedene Computer-Architekturen, vierdimensionale Datenassimilation und eine Vielzahl verschiedener Optionen zur Behandlung der physikalischen Prozesse. Dazu gehören die Wolken- und Niederschlagsbildung, Austauschprozesse in der Grenzschicht und am Boden, sowie die lang- und kurzwelligen atmosphärischen Strahlungsvorgänge. Angekoppelt ist ein Boden-, Schnee- und Vegetationsmodell zur Berechnung des Wärme- und Feuchtehaushalts in den oberen Bodenschichten.

## Aufbau und Bestandteile
Das vollständige Modellsystem besteht neben dem eigentlichen Simulationsprogramm MM5 aus einer Kette von Pre- und Postprocessor-Programmen. Das erste Modul der Preprocessorkette (TERRAIN) legt das Modellgebiet fest und bereitet geographische Eingangsdaten auf, also unter anderem Orografie, Vegetation und Bodentyp auf. Anschließend werden meteorologische Eingangsdaten (auf Druckflächen gegebene atmosphärische Strömungs-, Feuchte-, Temperatur- und Geopotentialfelder, sowie das Bodendruckfeld) aus globalen Zirkulationsmodellen durch ein weiteres Modul (REGRID) aufbereitet. Der meteorologische Eingangsdatensatz kann durch zusätzliche Boden- und Radiosondenbeobachtungen ergänzt werden (RAWINS oder LITTLE_R). Ein weiteres Modul (INTERP) führt eine vertikale Interpolation der atmosphärischen Eingangsdaten von den Druckflächen auf die von MM5 verwendeten geländefolgenden Koordinaten durch und stellt Anfangsbedingungen, sowie die für den gesamten Simulationszeitraum benötigten Randbedingungen zur Verfügung. Dies ist notwendig, da MM5 als Limited-Area-Modell nur einen begrenzten Teil der Atmosphäre betrachtet. Eine genaue Beschreibung aller MM5-Optionen, sowie aller Pre- und Postprocessor-Programme findet man auf der MM5-Homepage und bei Dudhia (2000).
MM5 wird ab der Version 3.7 nicht mehr weiterentwickelt, da das von NOAA entwickelte Nachfolgemodell Weather Research and Forecasting Model (WRF) bereits in Version 3.1 veröffentlicht ist und den Anwendern weltweit zur Verfügung steht.

## Referenzen
- (Grell, 1994) Grell, G. A., Dudhia, J. and Stauffer, D. R., 1995. A description of the fifth generation Penn State/NCAR mesoscale model (MM5). Technical report, National Centre for Atmospheric Research, Boulder, Colorado, USA. NCAR/TN-398+STR.
- (Dudhia 1993) Dudhia, J., A nonhydrostatic version of the Penn State-NCAR mesoscale model: Validation tests and simulation of an Atlantic cyclone and cold front, Monthly Weather Review, vol. 121, pp. 1493–1513, 1993
- (Dudhia 2000) Dudhia, J., PSU/NCAR Mesoscale Modeling System Tutorial Class Notes and User's Guide: MM5 Modeling System Version 3, NCAR, 2000